# Eupolymnia boniniana
Eupolymnia boniniana är en ringmaskart som först beskrevs av Hessle 1917.  Eupolymnia boniniana ingår i släktet Eupolymnia och familjen Terebellidae. Inga underarter finns listade i Catalogue of Life.